# Stormlord
A Stormlord egy olasz metal együttes. 1991-ben alakultak meg Rómában. Szimfonikus black metalt, power metalt, melodikus death metalt játszanak, demóikon death metalt játszottak. Lemezeiket a Locomotive Music kiadó dobja piacra. Jellemző lett zenéjükre a billentyűk gyakori használata, amely inkább power metalos hangulatot ad a zenéjüknek. Szövegeik fő témái a görög és egyéb mitológiák, de a történelem, természetfeletti dolgok, háborúk, eposzok is jelentős szerepet játszanak. Nevüket egy 1989-es videójátékról kapták. A zenekarra a Mercenary, Swallow the Sun, Behemoth és At the Gates együttesek hatottak.

## Tagok
- Cristiano Borchi – ének (1991–), basszusgitár (1991–1996)
- Gianpaolo Caprino – gitár, "tiszta" ének, billentyűk (2002–)
- Andrea Angelini – gitár (2010–)
- Riccardo Struder – billentyűk (2011–)
- Francesco Bucci – basszusgitár (1997–)
- David Folchitto – dobok (1999–)

## Diszkográfia
Stúdióalbumok
- Supreme Art of War (1999)
- At the Gates of Utopia (2001)
- The Gorgon Cult (2004)
- Mare Nostrum (2008)
- Hesperia (2013)
- Far (2019)

## Egyéb kiadványok

### Demók
- Demo 1992 (1992)
- Black Knight (1993)
- Promo 1997 (1997)

### EP-k
- Under the Sign of the Sword (1997)
- Where My Spirit Shall Forever Be (1998)
- The Curse of Medusa (2001)

### Válogatáslemezek
- The Legacy – 17 Years of Epic Extreme Metal (2008)

### DVD-k
- The Battle of Quebec City – Live in Canada (2007)